# Giuseppe Buonamici
Giuseppe Buonamici (Firenze, 19 febbraio 1846 – Firenze, 18 marzo 1914) è stato un compositore, pianista e musicologo italiano.

## Biografia

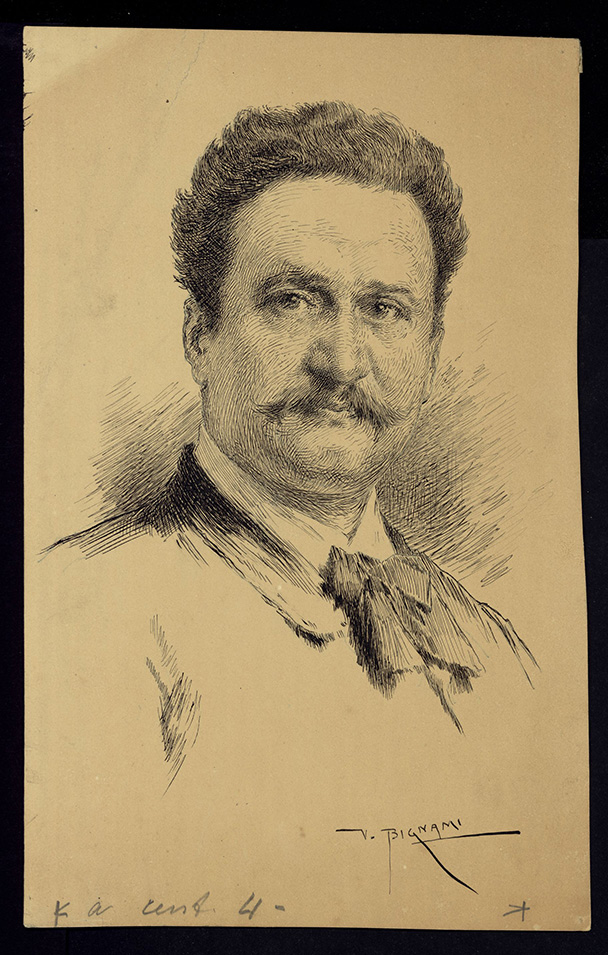
Giuseppe Buonamici ritratto da Vespasiano Bignami

Nipote del cantante lirico Ferdinando Ceccherini, fu iniziato prestissimo agli studi musicali, e già a 14 anni era un apprezzato pianista, noto con il nome d'arte "Niccolini".  Nel 1868 si trasferì a Monaco di Baviera per studiare pianoforte e contrappunto con Hans von Bülow e Josef Rheinberger, e durante il soggiorno in Germania iniziò la sua attività di compositore.
Nel 1873 rientrò a Firenze, dove divenne direttore della Società corale Cherubini, fondò con Luigi Chiostri e Jefte Sbolci il  "Trio fiorentino", e nel 1893 fu nominato con regio decreto professore di pianoforte all'Istituto musicale della città.  Continuò a tenere occasionalmente concerti in Italia, Germania e Inghilterra, dove si esibì per la Regina Vittoria ed ebbe il privilegio di essere nominato membro onorario alla London Philharmonic Orchestra.  Nell'ultimo ventennio di vita si dedicò principalmente all'insegnamento e all'attività di ricercatore, revisore e adattatore di musiche del passato, in particolare come curatore della collezione edita dalla Casa Ricordi La Biblioteca del pianista.